# Ludwig Hahn
Ludwig Hahn, född 23 januari 1908 i Eitzen, död 10 november 1986 i Ammersbek, var en tysk promoverad jurist och SS-Standartenführer. Han innehade flera höga ämbeten inom SS och polisen. I egenskap av kommendör för Sicherheitspolizei (Sipo) och Sicherheitsdienst (SD) i distriktet Warschau i Generalguvernementet var Hahn medskyldig till kväsandet av upproret i Warszawas getto och den därpå följande förstörelsen av gettot.

## Biografi
Från 1927 till 1931 studerade Hahn rättsvetenskap vid universiteten i Jena och Göttingen. År 1932 promoverades han till juris doktor. Han blev 1930 medlem i Nationalsocialistiska tyska arbetarepartiet (NSDAP) och Sturmabteilung (SA). I april 1933 inträdde han i SS och tjänstgjorde i Lüneburg, Hamburg och Weimar. I augusti 1935 gifte sig Hahn med Charlotte Steinhoff.

### Polen
Den 1 september 1939 anföll Tyskland sin östra granne Polen. I kölvattnet på de framryckande tyska trupperna följde särskilda insatsgrupper, Einsatzgruppen, vilka hade i uppgift att eliminera personer som kunde tänkas leda det polska motståndet, t.ex. politiska aktivister, intelligentia och reservister. Hahn utsågs då till chef för Einsatzkommando 1 inom Einsatzgruppe I.
Den 1 augusti 1941 efterträdde Hahn Johannes Müller som kommendör för Sicherheitspolizei (Sipo) och Sicherheitsdienst (SD), förkortat KdS Warschau, i distriktet Warschau i Generalguvernementet, den del av Polen som inte inkorporerades i Tyska riket. I kraft av detta ämbete var han medansvarig för likviderandet av Warszawas getto och deportationerna av omkring 300 000 judar från Warszawa till förintelselägret Treblinka under år 1942.
Som KdS förde Hahn befälet över omkring 2 000 personer: 500–600 SS-män (däribland Josef Blösche), omkring 1 000 polska kriminalpoliser samt ukrainska och kosackiska vakter. År 1944 var Hahn en av de ansvariga för kväsandet av Warszawaupproret samt de efterföljande terroråtgärderna mot polska civilpersoner. 
Till skillnad från Röda armén var inte Wehrmacht ökänt för att våldta fiendekvinnor. Detta berodde på de rasliga konsekvenserna, det vill säga Rassenschande. Vid ett tillfälle under Warszawaupproret utvalde Sipo och SD dock tre unga flickor och tvingade i dem alkohol. Hahn våldtog en av dem och beordrade därefter att hon skulle skjutas. När ingen av hans mannar frivilligt ställde upp, sköt Hahn själv flickan.

### Västfronten
Hahn utnämndes den 16 december 1944 till befälhavare för Einsatzgruppe L, som följde med 6. SS Panzer-Armee under Ardenneroffensiven. Efter detta fälttåg kommenderades Hahn till östfronten som representant för SS-generalen Carl Oberg.

### Efter andra världskriget

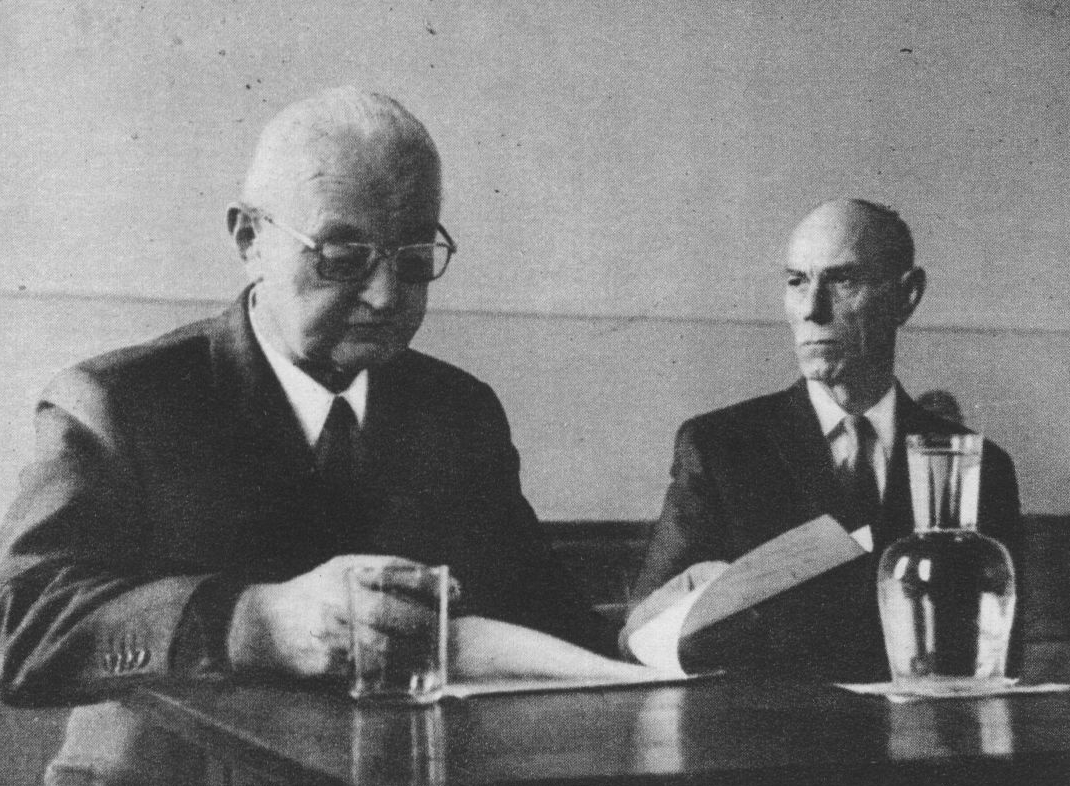
Ludwig Hahn (till vänster) och den medåtalade Thomas Wippenbeck omkring 1972/1973.

I andra världskrigets slutskede gick Hahn under jorden och antog falskt namn. Efter några år tog han tillbaka sitt riktiga namn och arbetade i bland annat textilbranschen och senare i försäkringsbranschen. Hahn greps 1960 och placerades i undersökningshäkte, men släpptes fri efter ett år. Bevisläget mot Hahn klarnade och han greps ånyo i december 1965; efter två år släpptes han på grund av hälsoskäl.
I maj 1972 inleddes vid Hamburger Schwurgericht huvudförhandlingar mot Hahn beträffande Gestapo-fängelset Pawiak i Warszawa. Hahn befanns vara skyldig till medhjälp till mord på minst 100 polska fångar och dömdes till 12 års fängelse. I mars 1975 häktades Hahn på nytt och dömdes i juli samma år till livstids fängelse för sin delaktighet i judedeportationerna från Warszawa till nazistiska förintelseläger. Hahn frisläpptes den 30 september 1983.

## Befordringar
- SA-Scharführer: december 1930
- SS-Rottenführer: 9 november 1934
- SS-Unterscharführer: 1 juni 1935
- SS-Hauptscharführer: 9 november 1935
- SS-Untersturmführer: 20 april 1936
- SS-Obersturmführer: 30 januari 1938
- SS-Hauptsturmführer: 1 augusti 1938
- SS-Sturmbannführer: 26 september 1938
- Oberregierungsrat: 12 september 1941
- SS-Obersturmbannführer: 9 november 1941
- SS-Standartenführer: 20 april 1944
- Regierungsdirektor: 20 april 1944

## Utmärkelser
- Järnkorset av andra klassen: 6 december 1940
- Krigsförtjänstkorset av första klassen med svärd: 30 januari 1943
- Järnkorset av första klassen: 9 oktober 1944
- SS Hederssvärd
- SS-Ehrenring (Totenkopfring)